# Tomar
Tomar – miasto w Portugalii, w dystrykcie Santarém, w regionie Centrum w podregionie Médio Tejo. Jest siedzibą gminy o tej samej nazwie.

## Zabytki
Miasto słynie przede wszystkim z położonego tu zespołu klasztornego Convento de Cristo, portugalskiej siedziby Templariuszy i Zakonu Chrystusowego, będącego po części wzorcowym przykładem sztuki manuelińskiej. Klasztor ten w 1983 roku został wpisany na listę światowego dziedzictwa UNESCO. Samo miasto zbudowane jest na planie szachownicy po dwóch stronach rzeki Nabão. Przy wąskich uliczkach starej dzielnicy stoją pobielane wapnem domy, wzniesione w układzie tarasowym. Oprócz wspomnianego klasztoru do najważniejszych zabytków zalicza się XVII-wieczny ratusz, manueliński kościół São João Baptista z zabytkową dzwonnicą oraz XV-wieczna synagoga, w której obecnie mieści się muzeum. W Tomarze co dwa lata odbywa się święto ludowe Festa dos Tabuleiros.

## Demografia
| Liczba ludności gminy Tomar (1801–2011) | Liczba ludności gminy Tomar (1801–2011) | Liczba ludności gminy Tomar (1801–2011) | Liczba ludności gminy Tomar (1801–2011) | Liczba ludności gminy Tomar (1801–2011) | Liczba ludności gminy Tomar (1801–2011) | Liczba ludności gminy Tomar (1801–2011) | Liczba ludności gminy Tomar (1801–2011) | Liczba ludności gminy Tomar (1801–2011) | Liczba ludności gminy Tomar (1801–2011) |
| --------------------------------------- | --------------------------------------- | --------------------------------------- | --------------------------------------- | --------------------------------------- | --------------------------------------- | --------------------------------------- | --------------------------------------- | --------------------------------------- | --------------------------------------- |
| 1801                                    | 1849                                    | 1900                                    | 1930                                    | 1960                                    | 1981                                    | 1991                                    | 2001                                    | 2004                                    | 2011                                    |
| 16 536                                  | 16 786                                  | 31 360                                  | 39 179                                  | 44 161                                  | 45 672                                  | 43 139                                  | 43 006                                  | 42 983                                  | 40 674                                  |

## Sołectwa
Sołectwa gminy Tomar (ludność wg stanu na 2011 r.)
- Além da Ribeira – 764 osoby
- Alviobeira – 623 osoby
- Asseiceira – 2945 osób
- Beselga – 751 osób
- Carregueiros – 1179 osób
- Casais – 2342 osoby
- Junceira – 889 osób
- Madalena – 3239 osób
- Olalhas – 1415 osób
- Paialvo – 2599 osób
- Pedreira – 549 osób
- Sabacheira – 955 osób
- Santa Maria dos Olivais (Tomar) – 12 613 osób
- São João Baptista (Tomar) – 5593 osoby
- São Pedro de Tomar – 3027 osób
- Serra – 1191 osób